# Massøsens offer
Massøsens offer er en dansk / svensk stumfilm fra 1910, produceret af Frans Lundberg og instrueret af Alfred Lind.
Filmen havde premiere den 13. november 1910 i Kosmorama i København. Filmen blev indspillet ved Restaurant Blegkildes veranda, jernbanestationen Steen Blichersgade og Brønderslev i Danmark den 24., 25. og 27. oktober 1910. Filmen blev totalforbudt af den svenske censur, men var før dette blevet vist i Malmö og Stockholm.

## Handling
Den jyske proprietær Vinge (Hans Dynesen) eneste søn Henry (Hilmar Clausen) skal studere i København. Her lejer han et lille værelse af en ung dame – Nancy Bruun (Agnes Nyrop Christensen) en ung massøse. Henry der ikke har været vandt til særlig meget kvindebekendtskab over i Jylland, bliver snart betaget og en smule forelsket i den unge pige med det nydelige og indtagende væsen. Hun introducerer ham for det københavnske natteliv hvor han optræder som hendes galante bejler og hjælper hende med diverse regninger.
Henry bliver skinsyg på Nancy, han bebrejder hende, hendes arbejde som massøse, hvor hun kommer i berøring med så mange forskellige herrer.  Men hun forsvarer sig med at hun dog må tjene til livets ophold og man meget vel kan en pæn og anstændig pige selv om man kun er en massøse. De bliver afbrudt i deres samtale da der kommer et brev til Nancy. Hun skynder sig ind i et andet rum for at læse brevene. Det ene fra en rig tilbeder der skriver han kommer for at besøge hende samme aften, det andet brev fra hendes søster der skriver hun har glemt sin taske og gerne vil have den fremsendt med aftentoget. Hvordan skal Nancy nu slippe af med Henry så hun kan modtage den rige bejler? Hun kommer da i tanke om søsterens brev og sender Henry af sted til aftentoget med kufferten. I toget fatter han imidlertid pludselig mistanke og står af for at køre hjem i stedet.
Tilbage i Nancys lejlighed træder han ind i et mindre men livligt selskab. Da han nu opdager at Nancy ikke er helt den rene due han i sine uskyldige drømme havde troet, beslutter han sig for straks at flytte – men Nancy tigger sin ham om at blive. Efter tre måneder i København har Henry brugt de penge han havde fået med hjemmefra og som skulle have rakt det hele første halvår, så Henry sender brev hjem for at få forældrene til at sende 1.000 kroner mere. Faren aner med brevet at sønnen nok er faldet i dårligt selskab i København og begiver sig straks af sted til hovedstaden for at hente sønnen hjem. Faren træder ind i Nancys lejlighed netop som hun og Henry havde festet natten igennem. Faren vil have sønnen hjem, men han nægter kategorisk og smider ham i stedet ud.
Uden farens penge søger henviser Nancy Henry til en pengeudlåner (Peter Nielsen) så de to kan fortsætte det lystige liv. Henry låner et større beløb penge, men underskriver lånebeviset i farens navn. Tre måneder senere uden lyd fra sønnen bliver moder (Oda Nielsen) så bekymret at hun selv rejser til København for at få sin søn hjem. Ankommet i København søger hun hjælp ved en privatdetektiv (Ernst Göpel) – sammen får de kortlagt sønnens livsførelse. En aften hun ser ham gå ind i en natcafe, vil hun konfronterer ham, men får den ide først at klæde sig ud som en fattig blomsterhandler – men Henry afviser bestemt at købe en blomst fra den "fattige blomsterhandler" og kan i øvrigt slet ikke genkende sin moder.
Moder fatter da en anden plan. Hun udklæder sig som en elegant verdensdame og opsøger sønnen på natcafen hvor hun med succes prøver at få ham til at interessere sig for sig. Samtidigt har pengeudlåneren bebrejdet ham hans falskneri og anmeldt ham til politiet der opsøger dem på cafeen – hvor Nancy straks forlader ham, nu han ikke har flere penge. Moderen / "verdensdamen" kommer ham dog til undsætning. Hun beder sønnen, pengeudlåneren og politiet om at følge hende tilbage til hotellet hvor hun bor. Her indfrier hun gældsbeviset. Sønner der pludselig opdager hvem kvinden er bliver overmandet af taknemmelig og falder hende om halsen og lover hende at alt solderi og lediggang for bestandig er slut.

## Titler
- dansk:  Massøsens Offer
- svensk:  Massösens Offer
- engelsk: To save a son
- tysk: Zweierlei Liebe

## Medvirkende
| Skuespiller                | Rolle                             |
| -------------------------- | --------------------------------- |
| Hans Dynesen               | godsejer Vinge                    |
| Oda Nielsen                | Beate Vinge, proprietærens hustru |
| Hilmar Clausen             | Henry Vinge, deres søn            |
| Agnes Nyrop Christensen    | Nancy Bruun, massøse              |
| Peter Nielsen              | J. Nathan, pengeudlåner           |
| Birger von Cotta-Schønberg |                                   |
| Ernst Göpel                | detektiv                          |
| Søren Jensen               | kapelmester                       |
| Henry Hellssen             | levemand                          |
| L.M. Traberg               |                                   |
| Herr Petersen              | en kypare                         |
| Gudrun Stephensen          | som damefrisørinde                |